# 林詩達
林詩達，台灣人，作為歌手和詞曲創作者活躍於校園民歌風行的1970年代後半。著名的創作歌曲包括〈小雨中的回憶〉、〈野薑花的回憶〉等。

## 生平

### 早年生活
林詩達自九歲開始賣唱，並很早的開始嘗試創作。〈小雨中的回憶〉是她十六歲時完成的作品。
1977年，林詩達到台北的餐廳駐唱，也向作曲家林二學琴。由於林二當時正在尋找閩南語歌謠的老作者，包括李臨秋、周添旺等人常常到林二的住處，林詩達因此和他們相識，後來拜李臨秋為乾爹。

### 作為幕後創作者
林詩達也把自己以前寫成的曲子給林二評賞，藉此機緣，新格唱片買下了〈小雨中的回憶〉這首歌，被用在女歌手劉藍溪1977年的第一張專輯《夕陽戀曲》中，受到歡迎。〈小雨中的回憶〉也被收錄在同年的首張《金韻獎紀念專輯》中，由劉宗立、曾佩媛、陳淑惠演唱。劉藍溪1978年的第二張專輯《風兒別敲我窗》中又採用了林詩達的創作，包括〈風兒別敲我窗〉、〈野薑花的回憶〉等歌曲，又受到歡迎。

### 作為創作歌手
1978年，參加海山唱片所舉辦的第一屆民謠風大賽獲獎。《民謠風》第一張合輯中收錄有林詩達創作的歌曲〈把思念託付給小雨〉及〈想念〉，其中〈把思念託付給小雨〉由林詩達親自演唱。
同年海山唱片發行了一張林詩達的個人專輯《傳奇》。籌備這張民歌專輯時，林詩達提出希望加入兩首台語歌的構想，李臨秋便提供了兩首歌的歌詞交給林詩達作曲，就是專輯中的〈白茉莉〉與〈雨紛紛〉這兩首歌。

### 後續發展
在發行唯一一張個人專輯後，林詩達又退居幕後，陸續有提供歌曲給其他歌手。其餘的個人狀態則未公開。

## 歌曲的流傳
〈小雨中的回憶〉、〈野薑花的回憶〉等歌曲曾被包括劉文正等知名的歌手所翻唱，並且流傳到了中國大陸。

## 個人音樂專輯
- 《傳奇》（1978年）

## 作品
- 〈小雨中的回憶〉（收錄於劉藍溪1977年的專輯《夕陽戀曲》，收錄於1977年的《金韻獎紀念專輯》由劉宗立、曾佩媛、陳淑惠演唱，劉文正的翻唱收錄於1979年的專輯《蘭花草》）
- 〈風兒別敲我窗〉（收錄於劉藍溪1978年的專輯《風兒別敲我窗》）
- 〈野薑花的回憶〉[b]（收錄於劉藍溪1978年的專輯《風兒別敲我窗》，劉文正的翻唱收錄於1979年的專輯《風》）
- 〈邂逅〉（收錄於劉藍溪1978年的專輯《風兒別敲我窗》）
- 〈我心深處有一首歌〉[b]（收錄於劉藍溪1978年的專輯《風兒別敲我窗》）
- 〈把思念託付給小雨〉[b]（收錄於1978年的專輯《民謠風》由林詩達演唱）
- 〈想念〉（收錄於1978年的專輯《民謠風》由卓琇琴與王瑩玲演唱）
- 〈給你‧女孩〉[b]（收錄於潘安邦1979年的專輯《外婆的澎湖灣》）
- 〈乘風歸去〉[b]（收錄於潘安邦1979年的專輯《外婆的澎湖灣》）
- 〈小雨下不停嚒〉[b]（收錄於1980年的專輯《金韻獎5》由鄭之敏演唱）

## 註解
1. ↑  2009年民視節目《台灣演義》的李臨秋專題中，林詩達曾以李臨秋義女的身分接受訪問[2][3]
2. 1 2 3 4 5 6 7 8  由林詩達作曲，作詞者為靈漪。
3. ↑  1981年左右，李谷一曾經在首都體育館舉行的台灣歌曲演唱會上演唱過〈小雨中的回憶〉。[5]